# Liste der „Schönsten Geotope Bayerns“
Diese sortierbare Liste enthält die 100 „Schönsten Geotope Bayerns“. Die Auszeichnung erfolgte vom Bayerischen Landesamt für Umwelt (LfU). Die Daten und Informationen in der Tabelle wurden vom LfU übernommen. Die Liste führt die ausgewählten Geotope mit ihren laufenden Nummern, ihren Namen und ihrer geographischen Lage auf. Die Nummerierung drückt keine Rangordnung aus, sondern folgt nur der Reihenfolge der Eröffnung.
Als Bayerns schönste Geotope wurden die Objekte wegen ihrer Schönheit, Seltenheit, Eigenart oder ihres hohen wissenschaftlichen Wertes ausgewählt. Sie sind für die Öffentlichkeit leicht zugänglich. Das gleichnamige Projekt des Landesamtes für Umwelt wurde 2002 begonnen und 2011 abgeschlossen. Hierbei wurden 100 wichtige Geotope in Bayern der Öffentlichkeit vorgestellt.
An jedem Geotop steht eine Informationstafel, und für jedes ist ein Faltblatt erhältlich.

## Liste
| No. | Name                                         | Bild                                  | Geotop ID | Geotoptyp                                                                                 | Regierungsbezirk | Landkreis                             | Gemeinde/Lage                     | Bemerkung |
| --- | -------------------------------------------- | ------------------------------------- | --------- | ----------------------------------------------------------------------------------------- | ---------------- | ------------------------------------- | --------------------------------- | --------- |
| 01  | Großer Pfahl bei Viechtach                   | weitere Bilder                        | 276R002   | Härtling, Felswand/-hang, Felsturm/-nadel, Störung, Gesteinsart                           | Niederbayern     | Landkreis Regen                       | Viechtach Position                |           |
| 02  | Gletscherschliff bei Fischbach               | weitere Bilder                        | 187R004   | Gletscherschliff, Rundhöcker, Gletschermühle, Kolk                                        | Oberbayern       | Landkreis Rosenheim                   | Flintsbach am Inn Position        |           |
| 03  | Burgstein bei Dollnstein                     | weitere Bilder                        | 176R006   | Felsturm/-nadel, Felsburg                                                                 | Oberbayern       | Landkreis Eichstätt                   | Dollnstein Position               |           |
| 04  | Burgberg Falkenberg                          | weitere Bilder                        | 377R012   | Felsburg                                                                                  | Oberpfalz        | Landkreis Tirschenreuth               | Falkenberg Position               |           |
| 05  | Diabasbruch am Galgenberg                    | weitere Bilder                        | 475A003   | Schichtfolge, Pillows                                                                     | Oberfranken      | Landkreis Hof                         | Schwarzenbach am Wald Position    |           |
| 06  | Ehemaliger Steinbruch im Pingartener Porphyr | weitere Bilder                        | 376A007   | Typlokalität, Mineralien, Störung                                                         | Oberpfalz        | Landkreis Schwandorf                  | Bodenwöhr Position                |           |
| 07  | Basaltbruch am Lindenstumpf                  | weitere Bilder                        | 672R003   | Basaltsäulen, Vulkanschlot, Gesteinsart                                                   | Unterfranken     | Landkreis Bad Kissingen               | Schondra Position                 |           |
| 08  | Lechfall und Klamm bei Füssen                | weitere Bilder                        | 777R016   | Schlucht, Wasserfall, Bach-/Flusslauf                                                     | Schwaben         | Landkreis Ostallgäu                   | Füssen Position                   |           |
| 09  | Steinbruch Aumühle                           | weitere Bilder                        | 779A013   | Standard-/Referenzprofil, Auswurfmaterial (Impakt)                                        | Schwaben         | Landkreis Donau-Ries                  | Hainsfarth Position               |           |
| 10  | Gipsbruch Endsee                             | weitere Bilder                        | 571A007   | Gesteinsart, Stollen, Karren/-felder, Falte/Mulde/Sattel                                  | Mittelfranken    | Landkreis Ansbach                     | Steinsfeld Position               |           |
| 11  | Sandsteinfelsen Nürnberger Kaiserburg        | weitere Bilder                        | 564A002   | Typlokalität                                                                              | Mittelfranken    | Nürnberg                              | Nürnberg Position                 |           |
| 12  | Frickenhäuser See                            | weitere Bilder                        | 673R001   | Erdfall, Gesteinsart                                                                      | Unterfranken     | Landkreis Rhön-Grabfeld               | Mellrichstadt Position            |           |
| 13  | Weltenburger Enge                            | weitere Bilder                        | 273R005   | Durchbruchstal, Felswand/-hang, Karst-Horizontalhöhle                                     | Niederbayern     | Landkreis Kelheim                     | Kelheim Position                  |           |
| 14  | Marmorsteinbruch Horwagen                    | weitere Bilder                        | 475A009   | Schichtfolge, Typlokalität, Gesteinsart                                                   | Oberfranken      | Landkreis Hof                         | Bad Steben Position               |           |
| 15  | Findling Dengelstein                         | weitere Bilder                        | 780R018   | Findling                                                                                  | Schwaben         | Landkreis Oberallgäu                  | Durach Position                   |           |
| 16  | Partnachklamm                                | weitere Bilder                        | 180R002   | Klamm, Schichtfolge, Felssturz                                                            | Oberbayern       | Landkreis Garmisch-Partenkirchen      | Garmisch-Partenkirchen Position   |           |
| 17  | Silberberg Bodenmais                         | weitere Bilder                        | 276G002   | Stollen, Mineralien                                                                       | Niederbayern     | Landkreis Regen                       | Bodenmais Position                |           |
| 18  | Klettergarten Baierbrunn                     | weitere Bilder                        | 184A001   | Standard-/Referenzprofil, Fossiler Boden, Schichtfolge, Geologische Orgel                 | Oberbayern       | Landkreis München                     | Baierbrunn Position               |           |
| 19  | Wachsender Felsen von Usterling              | weitere Bilder                        | 279R004   | Steinerne Rinne, Schichtquelle                                                            | Niederbayern     | Landkreis Dingolfing-Landau           | Landau an der Isar Position       |           |
| 20  | Basaltkegel Hoher Parkstein                  | weitere Bilder                        | 374R004   | Basaltsäulen, Vulkanschlot, Gesteinsart                                                   | Oberpfalz        | Landkreis Neustadt an der Waldnaab    | Parkstein Position                |           |
| 21  | Oertels Dachschieferbruch                    | weitere Bilder                        | 476A030   | Gesteinsart                                                                               | Oberfranken      | Landkreis Kronach                     | Ludwigsstadt Position             |           |
| 22  | Schwarzachschlucht                           | weitere Bilder                        | 574R001   | Tafoni/Wabenverwitterung, Gesteinsart, Ufer-/Brandungshöhle                               | Mittelfranken    | Landkreis Nürnberger Land             | Schwarzenbruck Position           |           |
| 23  | Kupferbergwerk Wilhelmine                    | weitere Bilder                        | 671G001   | Stollen                                                                                   | Unterfranken     | Landkreis Aschaffenburg               | Sommerkahl Position               |           |
| 24  | Scheidegger Wasserfälle                      | weitere Bilder                        | 776R007   | Wasserfall, Schichtfolge                                                                  | Schwaben         | Landkreis Lindau (Bodensee)           | Scheidegg Position                |           |
| 25  | Steinerne Agnes                              | weitere Bilder                        | 172R012   | Felsturm/-nadel                                                                           | Oberbayern       | Landkreis Berchtesgadener Land        | Bischofswiesen Position           |           |
| 26  | Buchberger Leite am Bayerischen Pfahl        | weitere Bilder                        | 272R003   | Schlucht, Störung, Schichtfolge                                                           | Niederbayern     | Landkreis Freyung-Grafenau            | Hohenau Position                  |           |
| 27  | Luisenburg-Felsenlabyrinth                   | weitere Bilder                        | 479R014   | Blockstrom, Wollsackbildung                                                               | Oberfranken      | Landkreis Wunsiedel im Fichtelgebirge | Wunsiedel Position                |           |
| 28  | Hesselberg                                   | weitere Bilder                        | 571A001   | Schichtfolge, Tierische Fossilien                                                         | Mittelfranken    | Landkreis Ansbach                     | Gerolfingen Position              |           |
| 29  | Felsburg Tüchersfeld                         | weitere Bilder                        | 472R156   | Umlauf-/Durchbruchsberg, Felsburg                                                         | Oberfranken      | Landkreis Bayreuth                    | Pottenstein Position              |           |
| 30  | Impaktgesteine Wengenhausen                  | weitere Bilder                        | 779A012   | Schichtfolge, Vergriesung (Impakt), Auswurfmaterial (Impakt), Innerer Wall (Impakt)       | Schwaben         | Landkreis Donau-Ries                  | Marktoffingen Position            |           |
| 31  | Breitachklamm                                | weitere Bilder                        | 780R017   | Klamm, Wasserfall, Kolk, Schichtfolge, Störung                                            | Schwaben         | Landkreis Oberallgäu                  | Oberstdorf Position               |           |
| 32  | Blockmeer am Lusen                           | weitere Bilder                        | 272R016   | Blockmeer                                                                                 | Niederbayern     | Landkreis Freyung-Grafenau            | Neuschönau Position               |           |
| 33  | Eiszerfallslandschaft Osterseen              | weitere Bilder                        | 190R035   | Kames, Toteisloch, Os, Terrasse, Niedermoor, Faltenquelle                                 | Oberbayern       | Landkreis Weilheim-Schongau           | Iffeldorf Position                |           |
| 34  | Karlsgraben                                  | weitere Bilder                        | 577G003   | Graben, Kanal                                                                             | Mittelfranken    | Landkreis Weißenburg-Gunzenhausen     | Treuchtlingen Position            |           |
| 35  | Muschelkalkprofil Kalbenstein                | weitere Bilder                        | 677A009   | Schichtfolge, Felswand/-hang, Felssturz, Karst-Horizontalhöhle, Prallhang                 | Unterfranken     | Landkreis Main-Spessart               | Karlstadt Position                |           |
| 36  | Kreuzberg in Pleystein                       | weitere Bilder                        | 374A015   | Mineralien, Härtling, Gesteinsart                                                         | Oberpfalz        | Landkreis Neustadt an der Waldnaab    | Pleystein Position                |           |
| 37  | Toteisloch Wolfsgrube                        | weitere Bilder                        | 179R001   | Toteisloch                                                                                | Oberbayern       | Landkreis Fürstenfeldbruck            | Grafrath Position                 |           |
| 38  | Ofnethöhlen                                  | weitere Bilder                        | 779H001   | Karst-Horizontalhöhle                                                                     | Schwaben         | Landkreis Donau-Ries                  | Nördlingen Position               |           |
| 39  | Eklogit am Weißenstein                       | weitere Bilder                        | 475A029   | Gesteinsart, Felskuppe                                                                    | Oberfranken      | Landkreis Hof                         | Stammbach Position                |           |
| 40  | Gipskarstquelle Bodenloses Loch              | weitere Bilder                        | 571Q002   | Verengungsquelle                                                                          | Mittelfranken    | Landkreis Ansbach                     | Diebach Position                  |           |
| 41  | Steinerne Frau am Walberla                   | weitere Bilder                        | 474R036   | Felsturm/-nadel                                                                           | Oberfranken      | Landkreis Forchheim                   | Kirchehrenbach Position           |           |
| 42  | Findling von Steinwies                       | weitere Bilder                        | 187R020   | Findling                                                                                  | Oberbayern       | Landkreis Rosenheim                   | Bad Feilnbach Position            |           |
| 43  | Teufelsküche Obergünzburg                    | weitere Bilder                        | 777R001   | Rutschung, Felswand/-hang, Schichtfolge                                                   | Schwaben         | Landkreis Ostallgäu                   | Obergünzburg Position             |           |
| 44  | Burgruine Rotenhan                           | weitere Bilder                        | 674G001   | Bearbeiteter Fels                                                                         | Unterfranken     | Landkreis Haßberge                    | Ebern Position                    |           |
| 45  | Bodenmühlwand                                | weitere Bilder                        | 462A001   | Schichtfolge, Diskordanz, Tierische Fossilien                                             | Oberfranken      | Bayreuth                              | Bayreuth Position                 |           |
| 46  | Zauberwald Ramsau                            | weitere Bilder                        | 172R009   | Bergsturz                                                                                 | Oberbayern       | Landkreis Berchtesgadener Land        | Ramsau bei Berchtesgaden Position |           |
| 47  | Schwarzes Moor                               | weitere Bilder                        | 673R008   | Hochmoor, Niedermoor                                                                      | Unterfranken     | Landkreis Rhön-Grabfeld               | Hausen Position                   |           |
| 48  | Molasseprofil Eistobel                       | weitere Bilder                        | 776R001   | Schlucht, Standard-/Referenzprofil, Falte/Mulde/Sattel, Kolk, Wasserfall                  | Schwaben         | Landkreis Lindau (Bodensee)           | Maierhöfen Position               |           |
| 49  | Großer Lochstein                             | weitere Bilder                        | 472R086   | Felsturm/-nadel, Karst-Halbh./Naturbrücke                                                 | Oberfranken      | Landkreis Bayreuth                    | Veldensteiner Forst Position      |           |
| 50  | Serpentinit-Härtling am Föhrenbühl           |                                       | 377R008   | Härtling, Metamorphes Gefüge, Kontakt                                                     | Oberpfalz        | Landkreis Tirschenreuth               | Erbendorf Position                |           |
| 51  | Malmschichten am Arzberg                     | weitere Bilder                        | 176A017   | Schichtfolge                                                                              | Oberbayern       | Landkreis Eichstätt                   | Beilngries Position               |           |
| 52  | Mühlsteinbruch Hinterhör                     | weitere Bilder                        | 187G001   | Steinbruch/Grube                                                                          | Oberbayern       | Landkreis Rosenheim                   | Neubeuern Position                |           |
| 53  | Blockstrom Kaser Steinstuben                 | weitere Bilder                        | 277R001   | Blockstrom                                                                                | Niederbayern     | Landkreis Rottal-Inn                  | Triftern                          |           |
| 54  | Drei-Brüder-Felsen                           | weitere Bilder                        | 479R020   | Felsturm/-nadel, Wollsackbildung                                                          | Oberfranken      | Landkreis Wunsiedel im Fichtelgebirge | Weißenstadt Position              |           |
| 55  | Kohleflöz am Bühlach                         | weitere Bilder                        | 190A012   | Mineralien, Gesteinsart, Tierische Fossilien, Schichtfolge                                | Oberbayern       | Landkreis Weilheim-Schongau           | Peiting Position                  |           |
| 56  | Schutzfelsen Pentling                        | weitere Bilder                        | 375R032   | Felswand/-hang, Typlokalität, Schichtfolge, Diskordanz                                    | Oberpfalz        | Landkreis Regensburg                  | Pentling Position                 |           |
| 57  | Schichtstufen am Schwanberg                  | weitere Bilder                        | 675A001   | Schichtfolge, Sedimentstrukturen                                                          | Unterfranken     | Landkreis Kitzingen                   | Iphofen Position                  |           |
| 58  | Granite am Dreisessel                        | weitere Bilder                        | 272R024   | Felsburg, Wollsackbildung, Gesteinsart                                                    | Niederbayern     | Landkreis Freyung-Grafenau            | Neureichenau Position             |           |
| 59  | Glimmerschiefer am Osser                     | weitere Bilder                        | 372R010   | Felskuppe, Härtling, Gesteinsart                                                          | Oberpfalz        | Landkreis Cham                        | Lohberg Position                  |           |
| 60  | Wellheimer Trockental                        | weitere Bilder                        | 176R001   | Trockental, Umlauf-/Durchbruchsberg, Felsturm/-nadel                                      | Oberbayern       | Landkreis Eichstätt                   | Wellheim Position                 |           |
| 61  | Höhlenruine Riesenburg                       | weitere Bilder                        | 474R064   | Felswand/-hang, Karst-Schacht-&Horizontalhöhle, Doline                                    | Oberfranken      | Landkreis Forchheim                   | Wiesenttal Position               |           |
| 62  | Zwölf-Apostel-Felsen                         | weitere Bilder                        | 577R008   | Felsgruppe, Felsturm/-nadel, Felsburg, Sedimentstrukturen                                 | Mittelfranken    | Landkreis Weißenburg-Gunzenhausen     | Solnhofen Position                |           |
| 63  | Riesseekalke Hainsfarth                      | weitere Bilder                        | 779A015   | Standard-/Referenzprofil, Tierische Fossilien, Kraterrand (Impakt)                        | Schwaben         | Landkreis Donau-Ries                  | Hainsfarth Position               |           |
| 64  | Steinachklamm                                | weitere Bilder                        | 477R003   | Klamm                                                                                     | Oberfranken      | Landkreis Kulmbach                    | Presseck Position                 |           |
| 65  | Kaolingruben bei Hirschau und Schnaittenbach | weitere Bilder                        | 371A022   | Kaolinisierung, Gesteinsart                                                               | Oberpfalz        | Landkreis Amberg-Sulzbach             | Hirschau Position                 |           |
| 66  | Tertiärwelt Aubenham                         |                                       | 183A003   | Standard-/Referenzprofil, Pflanzliche Fossilien, Tierische Fossilien                      | Oberbayern       | Landkreis Mühldorf am Inn             | Oberbergkirchen Position          |           |
| 67  | Stockheimer Steinkohle                       | weitere Bilder                        | 476G003   | Stollen, Schichtfolge, Pflanzliche Fossilien                                              | Oberfranken      | Landkreis Kronach                     | Stockheim Position                |           |
| 68  | Buckelwiesen bei Mittenwald                  | weitere Bilder                        | 180R013   | Buckelwiese                                                                               | Oberbayern       | Landkreis Garmisch-Partenkirchen      | Mittenwald Position               |           |
| 69  | Doggerfelswand Niederhofen                   | weitere Bilder                        | 373A030   | Sedimentstrukturen, Gesteinsart, Felsenkeller                                             | Oberpfalz        | Landkreis Neumarkt in der Oberpfalz   | Pilsach Position                  |           |
| 70  | Flysch im Röthenbachtal                      | weitere Bilder                        | 777A017   | Schichtfolge, Gesteinsart, Standard-/Referenzprofil                                       | Schwaben         | Landkreis Ostallgäu                   | Halblech Position                 |           |
| 71  | Fossilfundstelle Solnhofener Plattenkalk     | weitere Bilder                        | 577A008   | Typlokalität, Tierische Fossilien                                                         | Mittelfranken    | Landkreis Weißenburg-Gunzenhausen     | Langenaltheim Position            |           |
| 72  | Volkacher Mainschleife                       | weitere Bilder                        | 675R004   | Bach-/Flusslauf, Prallhang, Umlauf-/Durchbruchsberg                                       | Unterfranken     | Landkreis Kitzingen                   | Volkach Position                  |           |
| 73  | Schlossberg Flossenbürg                      | weitere Bilder                        | 374A009   | Typlokalität, Wollsackbildung, Härtling, Felskuppe                                        | Oberpfalz        | Landkreis Neustadt an der Waldnaab    | Flossenbürg Position              |           |
| 74  | Juraprofil Staffelberg                       | weitere Bilder                        | 478R029   | Inselberg/Zeugenberg                                                                      | Oberfranken      | Landkreis Lichtenfels                 | Bad Staffelstein Position         |           |
| 75  | Kreidetransgression Obertrübenbach           | weitere Bilder                        | 372A059   | Diskordanz, Schichtfolge, Standard-/Referenzprofil, Tierische Fossilien                   | Oberpfalz        | Landkreis Cham                        | Roding Position                   |           |
| 76  | Ammergauer Wetzsteinbrüche                   | weitere Bilder                        | 180G004   | Steinbruch/Grube, Typlokalität                                                            | Oberbayern       | Landkreis Garmisch-Partenkirchen      | Unterammergau Position            |           |
| 77  | Nagelfluh am Hochgrat                        | weitere Bilder                        | 780R029   | Härtling, Schichtfolge, Karren/-felder                                                    | Schwaben         | Landkreis Oberallgäu                  | Oberstaufen Position              |           |
| 78  | Sanddüne Seeholz Abensberg                   | weitere Bilder                        | 273R011   | Dünenfeld                                                                                 | Niederbayern     | Landkreis Kelheim                     | Abensberg Position                |           |
| 79  | Ruhpoldinger Marmor                          | weitere Bilder                        | 189A021   | Schichtfolge                                                                              | Oberbayern       | Landkreis Traunstein                  | Ruhpolding Position               |           |
| 80  | Gneis am Hochfels                            | weitere Bilder                        | 376R002   | Felskuppe, Gesteinsart, Blockstrom                                                        | Oberpfalz        | Landkreis Schwandorf                  | Stadlern Position                 |           |
| 81  | Röslauschlucht Gsteinigt                     | weitere Bilder                        | 479R027   | Schlucht, Gesteinsart, Metamorphes Gefüge, Stollen                                        | Oberfranken      | Landkreis Wunsiedel im Fichtelgebirge | Arzberg Position                  |           |
| 82  | Geologische Orgeln Oberschroffen             | weitere Bilder                        | 171R001   | Geologische Orgel, Fossiler Boden, Steinbruch/Grube                                       | Oberbayern       | Landkreis Altötting                   | Unterneukirchen Position          |           |
| 83  | Quaderkalkbruch Kleinochsenfurt              |                                       | 679A012   | Gesteinsart, Schichtfolge, Sedimentstrukturen, Schlucht                                   | Unterfranken     | Landkreis Würzburg                    | Ochsenfurt Position               |           |
| 84  | Vulkankrater Gebirgsstein                    | weitere Bilder                        | 672A017   | Kontakt, Magmatisches Gefüge, Basaltsäulen, Gesteinsart                                   | Unterfranken     | Landkreis Bad Kissingen               | Wildflecken Position              |           |
| 85  | Mainauen bei Ziegelanger                     | weitere Bilder                        | 674A016   | Pflanzliche Fossilien, Durchbruchstal                                                     | Unterfranken     | Landkreis Haßberge                    | Zeil am Main Position             |           |
| 86  | Werksandsteinbruch Höchberg                  | weitere Bilder                        | 679A007   | Gesteinsart, Schichtfolge, Pflanzliche Fossilien, Tierische Fossilien, Sedimentstrukturen | Unterfranken     | Landkreis Würzburg                    | Höchberg Position                 |           |
| 87  | Sulzheimer Gipshügel                         | weitere Bilder                        | 678R005   | Subrosionslandschaft, Doline, Erdfall, Schichtstufe                                       | Unterfranken     | Landkreis Schweinfurt                 | Sulzheim Position                 |           |
| 88  | Helvetikum bei Burgberg                      | weitere Bilder                        | 780A001   | Standard-/Referenzprofil, Falte/Mulde/Sattel                                              | Schwaben         | Landkreis Oberallgäu                  | Burgberg im Allgäu Position       |           |
| 89  | Granitzentrum in Hauzenberg                  | weitere Bilder                        | 275A039   | Gesteinsart, Steinbruch/Grube                                                             | Niederbayern     | Landkreis Passau                      | Hauzenberg Position               |           |
| 90  | Seltenbachschlucht bei Klingenberg am Main   | weitere Bilder                        | 676R003   | Gesteinsart, Schichtfolge, Sedimentstrukturen                                             | Unterfranken     | Landkreis Miltenberg                  | Klingenberg am Main Position      |           |
| 91  | Bodenbildungen am Heusterzbühl               | Geotop 377A035 Kiesgrube Heusterzbühl | 377A035   | Bodenprofil, Kaolinisierung, Schichtfolge                                                 | Oberpfalz        | Landkreis Tirschenreuth               | Leonberg Position                 |           |
| 92  | Marmorbruch Unterwappenöst                   | weitere Bilder                        | 377A003   | Gesteinsart, Schichtfolge                                                                 | Oberpfalz        | Landkreis Tirschenreuth               | Kulmain Position                  |           |
| 93  | Wildflusslandschaft Isartal                  | weitere Bilder                        | 173R005   | Schwemmfächer                                                                             | Oberbayern       | Landkreis Bad Tölz-Wolfratshausen     | Lenggries Position                |           |
| 94  | Fossiliengrube Mistelgau                     | weitere Bilder                        | 472A016   | Schichtfolge, Tierische Fossilien, Standard-/Referenzprofil                               | Oberfranken      | Landkreis Bayreuth                    | Mistelgau Position                |           |
| 95  | Historische Steinbrüche Wernsbach            | weitere Bilder                        | 576A001   | Gesteinsart, Steinbruch/Grube, Stollen                                                    | Mittelfranken    | Landkreis Roth                        | Georgensgmünd Position            |           |
| 96  | Bogenberg                                    | weitere Bilder                        | 278R005   | Prallhang, Gesteinsart, Störung                                                           | Niederbayern     | Landkreis Straubing-Bogen             | Bogen Position                    |           |
| 97  | Schieferkohle am Uhlenberg                   | weitere Bilder                        | 772A007   | Pflanzliche Fossilien, Fossiler Boden, Schichtfolge                                       | Schwaben         | Landkreis Augsburg                    | Dinkelscherben Position           |           |
| 98  | Saurierfährten Euerdorf                      | weitere Bilder                        | 672A018   | Spurenfossilien, Schichtfolge, Gesteinsart                                                | Unterfranken     | Landkreis Bad Kissingen               | Euerdorf Position                 |           |
| 99  | Wackersdorfer Braunkohle                     | weitere Bilder                        | 376A031   | Schichtfolge, Gesteinsart                                                                 | Oberpfalz        | Landkreis Schwandorf                  | Wackersdorf Position              |           |
| 100 | Watzmann-Ostwand mit Eiskapelle              | weitere Bilder                        | 172R025   | Gletscher/Firnfeld                                                                        | Oberbayern       | Landkreis Berchtesgadener Land        | Schönau am Königssee Position     |           |